# Championnats d'Europe de beach-volley 2011
Navigation
Édition précédente Édition suivante
Les championnats d'Europe de beach-volley 2011, dix-neuvième édition des championnats d'Europe de beach-volley, ont eu lieu du 9 au 14 août 2011 à Kristiansand, en Norvège. Ils ont été remportés par les Allemands Julius Brink et Jonas Reckermann chez les hommes et par les Italiennes Greta Cicolari et Marta Menegatti chez les femmes.